# Školjić (Unije)
Koordinati:   44°38′10″N, 14°13′52″E
Školjić je majhen nenaseljen otoček v Jadranskem morju. Pripada Hrvaški.
Otoček, ki ima površino manjšo od 0,01 km² leži pred vhodom v zaliv Unije, okoli 0,6 km severno od rta Nart na otoku Unije.